# Godalming Rural
Godalming Rural var en civil parish från 1894 till 1933 då den blev en del av Busbridge, Shackleford, Godalming, Hascombe och Artington, i grevskapet Surrey, i England. Civil parish var belägen 8 km från Guildford och hade 2 296 invånare år 1931.